# Antimodernisme
L'antimodernisme va ser un moviment religiós contra el modernisme, la ciència i el liberalisme dins de l'església catòlica al segle xix i principi del segle xx. Va culminar el 1907 amb l'encíclica Pascendi Dominici Gregis de Giuseppe Melchiore Sarto conegut com a papa Pius X. S'oposa entre d'altres contra l'estudi científic de la bíblia i doctrina catòliques amb el mètode de la crítica històrica, la llibertat religiosa, la llibertat de no en tenir cap i contra la separació entre l'Església i l'Estat. Moltes postures antimodernistes són properes a l'ultramuntanisme.
Pel jurament antimodernista publicat al motu proprio Sacrorum Antistitum l'1 de setembre del 1910 els membres del clergat, professors de centres d'estudis eclesiàstics o catedràtics a universitats pontifícies havien de repudiar les doctrines del modernisme.